# Teleoceras
Teleoceras is een geslacht van uitgestorven neushoorns. Het geslacht omvat meerdere soorten die van het Vroeg-Mioceen tot Vroeg-Plioceen leefden.

## Uiterlijk en leefwijze
Teleoceras was een vier meter lange neushoorn met een nijlpaardachtige vorm: een lang, zwaar lichaam met korte, stompe poten. Dit dier was mogelijk meer toegelegd op het voortbewegen in het water dan op het land, hoewel uit de tanden blijkt dat Teleoceras zich wel voedde met landplanten. Teleoceras had een korte, kegelvormige hoorn op de snuit. Daarnaast had deze neushoorn scherpe, verlengde snijtanden die waarschijnlijk een rol speelden in de zelfverdediging.

## Fossielen
Fossielen van Teleoceras zijn gevonden op een groot aantal locaties in Noord-Amerika en verder ook in Honduras, Egypte en Oekraïne. Het grote aantal fossielen van Teleoceras dat op sommige locaties is gevonden suggereert dat het een zeer algemeen dier moet zijn geweest dat in kuddes leefde.